# MidtlivsVisen
MidtlivsVisen er det tredje studiealbum fra den danske sanger og sangskriver Søren Huss, der blev udgivet den 17. november 2017. Om albummet har Søren Huss udtalt: "Jeg er meget glad og stolt og mener helt oprigtigt ikke, at jeg har lydt så godt før på plade som nu. Sammen med Producerne Mahler og Bir, aka Christoffer Møller og Lars Skærbæk, har jeg forsøgt at ramme den intimitet i udtrykket og musikken, som jeg har oplevet de sidste fem år, når jeg har været alene på scenen rundt om i landet. Jeg tænker om pladen, at det er en søndagsplade. Til dagen derpå. Dagen efter ungdommen. En plade fra, til og om et voksent menneske".
Søren Huss' forrige to album Troen & Ingen (2010) og Oppefra & Ned (2012) centrerede om kærestens død i 2007, og for Søren Huss var det vigtigt at MidtlivsVisen ikke også handlede om "død, tab, sorg, savn og længsel". Albummets titel betyder ifølge Søren Huss, at han med kærestens død oplevede sit livs identitetskrise, og midtlivskrisen føles derfor anderledes.
Coveret til albummet forestiller Søren Huss kun iført et par dannebrogsfarvede boksershorts. Ifølge Søren Huss handler billedet om at "løsrive mig fra den Søren Huss, man har mødt på de to første soloplader", ligesom den er et opgør med skønhedsidealer: "Den mandlige krop er pludselig udsat for den kritik, som har været rettet mod kvindekroppen i årtier. Jeg har sjovt nok aldrig været så komfortabel i min krop, som jeg er nu".

## Spor
Alle sange skrevet og komponeret af Søren Huss. 
| #   | Titel                    | Længde |
| --- | ------------------------ | ------ |
| 1.  | "Et forbehold eller to"  | 3:37   |
| 2.  | "Achilles"               | 4:24   |
| 3.  | "Et helt almindelig liv" | 5:27   |
| 4.  | "Ingen appel"            | 4:22   |
| 5.  | "Frygtløse nætter"       | 2:45   |
| 6.  | "Undertiden"             | 2:57   |
| 7.  | "Opvasken"               | 3:47   |
| 8.  | "Af sti af sted"         | 3:43   |
| 9.  | "Mig og mine tanker"     | 2:34   |
| 10. | "Guldbryllup"            | 4:44   |